# Ухта (приток Нименьги)
Ухта — река в России, протекает по территории Онежского района Архангельской области. Длина реки — 43 км, площадь водосборного бассейна — 372 км².
Река берёт начало из болота Пурамох на высоте выше 52 м над уровнем моря.
Течёт преимущественно в северо-западном направлении по заболоченной местности.
Река в общей сложности имеет 19 притоков суммарной длиной 36 км.
В среднем течении Ухта протекает через озеро Нижнеухтинское, в которое втекает протока, несущая воды из озёр Большого Ухтинского и Канозера.
Основные притоки Ухты — река Шаста (с притоком Соркручьём) и Ухручей.
Втекает на высоте 0,6 м над уровнем моря в реку Нименьгу, впадающую в Онежскую губу Белого моря (Поморский берег).
В среднем течении Ухта пересекает линию железной дороги Беломорск — Обозерская в границе разъезда Шастинского.
Населённые пункты на реке отсутствуют.
Код объекта в государственном водном реестре — 03010000212202000007770.